# InterVideo
InterVideo — компания - разработчик программного обеспечения, специализировавшаяся на создании мультимедийных приложений. В число продукции входили программы по работе с видеозахватом, редактированием и воспроизведением видеофайлов, DVD-авторингом, записью CD/DVD, кинопрокатом и ряд других. Самым известным продуктом считается медиапроигрыватель WinDVD. InterVideo продавала свою продукцию в розницу, а также производителям оригинального оборудования. Компания имеет штаб-кавртиру в Фримонте, штат Калифорния.
InterVideo поддерживала разработку мультимедийных программных решений для мобильных платформ «HandHeld Business Unit» с последующим внедрением их на рынок мультимедиа. Их уникальные iMobi-технологии широко внедрялись на различные устройства, включая смартфоны, GPS, автомобильные решения для развлечений или портативные развлекательные устройства.

## История
- 13 августа 2005 года InterVideo приобрела компанию Ulead Systems за 68 млн долларов и объявила о своем слиянии 9 июля 2006 года.
- 28 августа 2006 года компания Corel сделала объявление о том, что собирается приобрести InterVideo за 196 млн долларов[2].

## Прекращение работы
12 декабря 2006 года Corel выполнила своё обещание о поглощении InterVideo и купила компанию. Бренд InterVideo перестал использоваться и вся бывшая продукция компании теперь распространяются под именем Corel или Ulead Systems.